# Непомјерљиве љестве
Непомјерљиве љестве (хебр. סולם הסטטוס קוו, дословни превод "Статус кво љестве ") (арап. السُّلَّم الثَّابِت, дословни превод  "Фиксне љестве ") су дрвене љестве које се налазе изнад улаза, под прозором Храма Васкрсења Христовог у Старом граду у Јерусалиму. Направљене су од кедрового дрвета, можда из Либана. Први пут се помиње  1757. године и остале су на истом мјесту до 18. века, ипак су  привремено помјерене у два случаја. Љестве се зову "непокретну" због споразума, да ни један свештеник од шест васељенских Хришћанских редова може да помјери, преуреди или било како измени имовину цркве, без сагласности осталих пет редова.
После папског наређењу Папе Павла VI 1964. године, да љестве морају да остане на месту док католичка цркве и православне црква не постигну стање екуменизма. Љестве се од тада повезују са споразумом о статусу кво, који су дефинисали шест хришћанских редова, који полажу право на коришћење Храма Васкрсења Христовог. Главни сукоби, око непокретних љестви су због дугог сукоба између грчке православне цркве и јерменске апостолске цркве.

## Историја
Према различитим изворима, љестве су некада припадале зидару, који је радио на рестаурацији  храма Васкрсења Христовог. Први извор који помиње љестве је повезан са фирманом (декрет) из 1757. године отоманског султана Абдул-Хамид I, који је пратио још један декрет султана Абдулмеџид I из 1852. године. Љестве, како се сматра, припадају јерменској апостолској цркви, заједно са испупченом ивицом .
Различите литографија приказују да су се љестве налазиле ту већ касних 1830-их година. Можда најстарија гравирана слика Фрањевачки чувари Свете Земље датира из 1728. Док Фрањевци немају никакве везе са љествама, нешто у облику љестви се може видети у десном делу прозора изнад улаза. Најранија фотографија која показује љестве датира из 1850-их година.
1981. године био је покушај да се уклоне љестве са њене локације, али је брзо спречен интервенцијом локалне израелске полиције, али починилац није ухваћен. 1997. године, љестве су уклоњене и појавиле су се тек послије неколико седмица. Мисли се да је ријеч о шали, али су враћене касније усред гласина о даљих сукоба између лидера јерменске апостолске цркве и грчке православне цркве . 2009. године љестве су поново помјерене. Постављене су на лијеви прозор на кратако, вјероватно да би се могле уклонити скеле након завршетка обове звоника.

## Васељенска вриједност
Објективно, љестве нису апсолутна мера екуменизма. Различите кључне разлике у ритуалима, литургија, догми и теологији деле две цркве, а не спор за поседовање и коришћење Храм Васкрсења Христовог. Међутим, током свог ходочашћа у Свету Земљу 1964. папа Павле VI је описао љестве као видљиви симбол хришћанске дивизије, и то се третирана као културно значајан и видљиви симбол статуса кво споразума међу шест васељенских хришћанских редова.
У својој књизи Јерусалим: Биографија, Аутор Сајмон Себаг Монтефиоре тврди да је "туристичких водича тврде да [љестве] се никад не могу да се помјерити без других секти. Заправо, љестве води на балкон, гдје је прије јерменски вођа обично пио кафу са пријатељима, пазио на свој цвијетњак: ту се налази како би балкон могао да се очисти"

## Филм
2009. године филм Паоло VI, il Papa Tempesta (Павле VI, Папа у Олуји), непомјерљиве љестве се кратко помињу у расправи Папе Павла VI и његовог личног секретара архиепископa Пасквале Маки, позивајући се на чињеницу да су љестве на истом мјесту већ 16 година (у филму је тада 1964. година). Међутим, опис да су љестве првобитно постављене 1948. години је нетачан.